# Llantysilio
Llantysilio är en community i Storbritannien.   Den ligger i kommunen Denbighshire och riksdelen Wales, i den södra delen av landet, 260 km nordväst om huvudstaden London.
En klosterruin, Valle Crucis Abbey, ligger i Llantysilio.